# Duinsteekmier

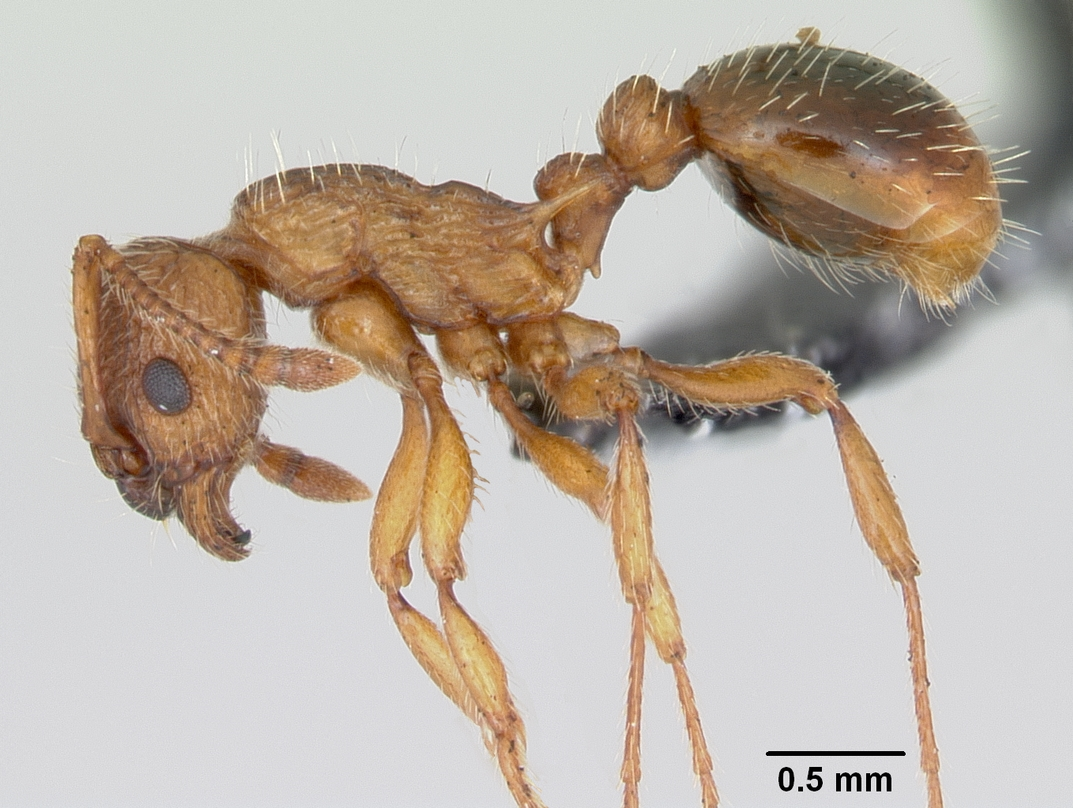
Duinsteekmier (Myrmica specioides)

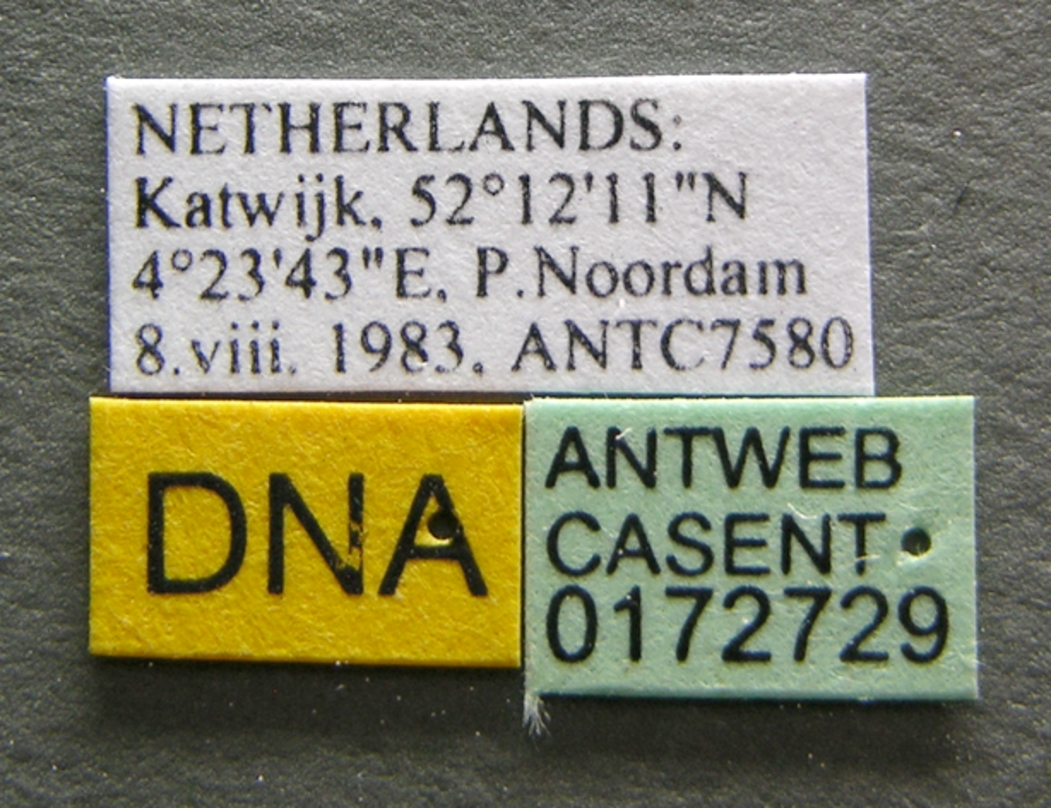
Labels van de vindplaats van de duinsteekmier, in Katwijk aan Zee, Nederland.

De duinsteekmier (Myrmica specioides) ook "agressieve steekmier" genoemd, is een kwetsbare soort in Vlaanderen.
Het is een warmteminnende soort van droge zandgronden, uitgestrekte droge heidegebieden en droge, schrale graslanden. Deze mier komt vooral voor langs de kust in stuifduinen, op zandbodems in de Kempen en ook in de Oost-Vlaamse rivierduinrelicten.  In Nederland slechts bekend van een klein aantal vindplaatsen, maar is waarschijnlijk algemener dan tot dusverre verondersteld. De bruidsvluchten vinden plaats van juli tot september.

## Verspreiding
Europa, van Spanje tot in West-Rusland, noordelijk tot Denemarken; ook bekend uit Engeland (Kent). De vrouwelijke kasten zijn in het verleden dikwijls verwisseld met die van M. scabrinodis, wat de interpretatie van literatuurgegevens bemoeilijkt.

## Levenswijzen
Warmteminnende soort. Volgens Seifert (1988b) de dominante Myrmica-soort in warme graslanden met een goed ontwikkelde kruidlaag. Bruidsvluchten in augustus en september. Nesten zitten in de grond en in graszoden, net als M. scabrinodis dikwijls in de directe omgeving van of in nestbulten van Lasius flavus, waarvan het broed wordt buitgemaakt. Bouwt soms zelf een nestheuvel van aarde. Predeert op insecten in de strooisellaag en op hun mierenburen, maar houden ook blad- en wortelluizen. Grootste bekende nest bevatte ca. 2500 werksters, maar gemiddeld zijn het er enige honderden. De volken zijn doorgaans mono- of oligogyn, maar soms polygyn (eenmaal 60 koninginnen in een nest) (Seifert 1988b, 1993a, 1996).